# Coptomia apicalis
Coptomia apicalis är en skalbaggsart som beskrevs av Waterhouse 1878. Coptomia apicalis ingår i släktet Coptomia och familjen Cetoniidae. Inga underarter finns listade i Catalogue of Life.